# Tamada (funkcja)

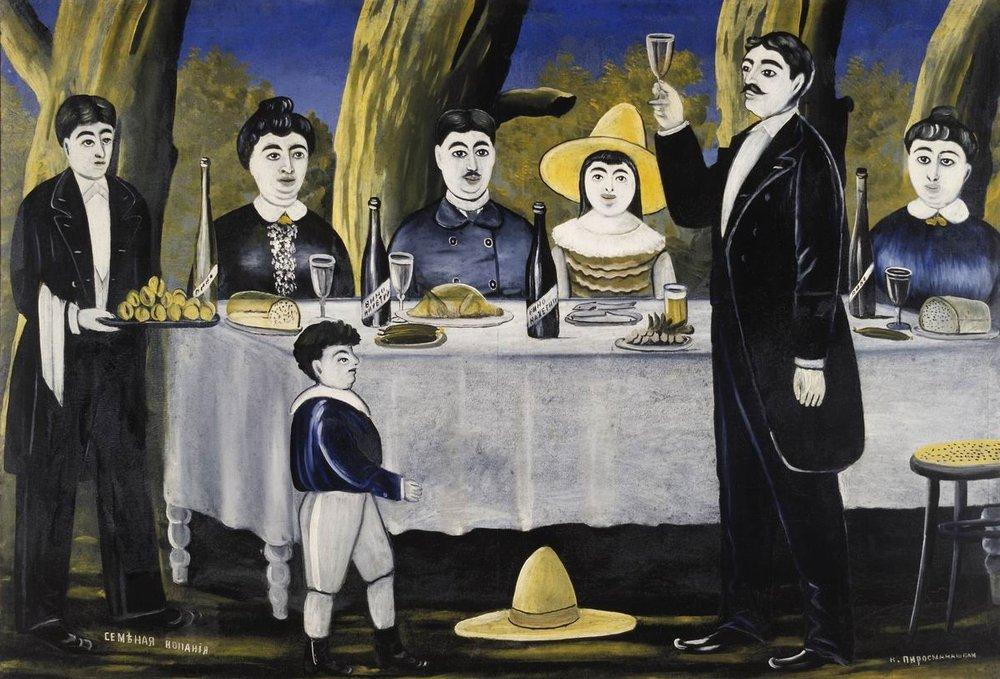
Tamada na obrazie Niko Pirosmaniego

Tamada (gruz. თამადა) – gruziński mistrz ceremonii podczas tradycyjnej uczty (supry).
Tamada jest osobą powszechnie znaną, lubianą i szanowaną przez daną społeczność (często wybiera się go spośród biesiadników). Jest to zazwyczaj dojrzały mężczyzna. Tworzy on atmosferę imprezy i nadaje jej stosowny koloryt. Wygłasza specjalnie przygotowane toasty, które dzięki swojej budowie i sposobowi przekazywania przypominają wiersze czy przypowieści. Dobrego tamadę cechuje poczucie humoru i znajomość dużej liczby toastów na wiele okazji. Wypowiada on kluczowe słowo gaumardżos, po którym biesiadnicy mogą dopiero wychylić kieliszek wina. Do obowiązków tamady należy także dbanie o ogólny porządek podczas biesiady.